# Carolyn Abbate
Carolyn Abbate (* 20. November 1955 in New York City) ist eine US-amerikanische Musikwissenschaftlerin.

## Leben
Carolyn Abbate machte ihren Abschluss als Bachelor of Arts 1977 an der Yale University. Während ihres Studiums in Yale rekonstruierte sie die Partitur des Opernfragmentes La chute de la maison Usher von Claude Debussy. Diese Version wurde von Robert Kyr orchestriert und am 25. Februar 1977 an der Yale University aufgeführt. Danach setzte sie ihr Studium in München und Princeton fort. 1984 wurde sie als Ph.D. an der Princeton University graduiert. Im selben Jahr übernahm sie eine Stelle im Music Department in Princeton. 1991 wurde sie dort Full Professor und war zu dieser Zeit die jüngste Person an einer humanistischen Fakultät, die diese Position innehatte. 1993 erhielt sie die Dent-Medal der Royal Musical Association. 1994 erhielt sie ein Guggenheim-Stipendium. 2005 nahm sie einen Ruf der Harvard University an. 2008 bis 2012 unterrichtete sie an der University of Pennsylvania als Christopher H. Browne Distinguished Professor of Music. 2013 kehrte sie nach Harvard zurück und wurde 2014 Paul and Catherine Buttenwieser University Professor. Sie erhielt einen Ruf sowohl an die Freie Universität Berlin als auch an die University of California, Berkeley.
2022 wurde Abbate in die American Academy of Arts and Sciences gewählt.

## Werke (Auswahl)
- Analyzing opera: Verdi and Wagner, California studies in 19th century music 6, University of California Press, Berkeley, 1989 ISBN 978-0-520-06157-6
- Mythische Stimmen, sterbliche Körper. In: Udo Bermbach: Richard Wagner – „Der Ring des Nibelungen“: Ansichten des Mythos, Metzler, Stuttgart [u. a.], 1995 ISBN 3-476-01326-X (S. 75–86)

- Unsung voices: opera and musical narrative in the nineteenth century, Princeton University Press, Princeton, New Jersey, 1996 ISBN 978-0-691-02608-4
- Outside Ravel’s tomb, Journal of the American Musicological Society; 52.1999, 3, 465–530 DOI:10.2307/831791

- Music: drastic or gnostic?, Critical inquiry: 30.2004, 3, 505-536
- In Search of Opera, Princeton University Press, Princeton, New Jersey, 2014 ISBN 978-1-4008-6673-1
- Voix hors-chant: opéra et récit musical au XIXe siècle, Van Dieren, Paris, 2017 ISBN 978-2-911087-64-6
- Mit Roger Parker: Eine Geschichte der Oper: die letzten 400 Jahre, Verlag C.H. Beck, München, 2022 ISBN 978-3-406-79083-6